# Anna Poniatowska
Anna Poniatowska z domu Niedźwiecka (ur. 1 października 1926 w Pieńczykowie, zm. 4 stycznia 2008 w Poznaniu) – polska historyk, archiwistka, badaczka dziejów Polonii niemieckiej, posłanka na Sejm PRL V kadencji (1969–1972). 

## Życiorys
Urodziła się na Mazowszu w rodzinie chłopskiej. W 1939 ukończyła szkołę podstawową w Wielkiej Brzostowicy. Podczas okupacji radzieckiej wschodniego Mazowsza uczęszczała do szkoły rosyjskiej w Grajewie. W latach 1941–1944 uczyła się na tajnych kompletach, wraz z rodziną współpracowała z Armią Krajową (ojciec został w 1944 rozstrzelany za pomoc partyzantom). Od 1944 do 1945 więziona w obozie niemieckim w Gierdawach (filia Stutthofu). W 1947 zdała egzamin maturalny w Państwowym Liceum Handlowym w Białymstoku, po czym rozpoczęła studia z dziedziny ekonomii na Uniwersytecie Łódzkim. W 1954 uzyskała stopień magistra historii UŁ. W tym samym roku podjęła pracę w Wojewódzkim Archiwum Państwowym w Szczecinie (do 1973). W 1969 obroniła na Uniwersytecie im. Adama Mickiewicza pracę doktorską pod tytułem Polscy robotnicy sezonowi na Pomorzu Zachodnim pod kierunkiem prof. Gerarda Labudy.
W 1961 wstąpiła do szczecińskiego oddziału Stronnictwa Demokratycznego (w szeregach ugrupowania pozostała do 1973). Pełniła obowiązki członka prezydium Wojewódzkiego Komitetu, z ramienia organizacji była również radną Wojewódzkiej Rady Narodowej. W 1969 uzyskała mandat posłanki na Sejm PRL V kadencji w okręgu szczecińskim. Pracowała w Komisji Kultury i Sztuki.
Po odejściu z Sejmu w 1972 powróciła do pracy naukowej. W latach 1973–1991 zatrudniona w Zakładzie Badań nad Polonią Zagraniczną Polskiej Akademii Nauk w Poznaniu. W 1983 uzyskała habilitację za pracę naukową Polacy w Berlinie 1918–1945. Była autorem licznych artykułów oraz haseł do encyklopedii (m.in. Encyklopedii polskiej emigracji i Polonii). 
Działała w licznych organizacjach i stowarzyszeniach, m.in. Polskim Towarzystwie Historycznym, Instytucie Zachodniopomorskim, Związku Zawodowym Pracowników Kultury i Sztuki (członek prezydium Zarządu Głównego) i Towarzystwie Krzewienia Kultury Świeckiej (członek Zarządu Głównego), była również członkiem honorowym Związku Byłych Działaczy Polonijnych w Niemczech. 
Odznaczona m.in. Srebrnym i Złotym Krzyżem Zasługi oraz Odznaką Honorową Gryfa Pomorskiego. 
Została pochowana na cmentarzu Junikowo w Poznaniu.

## Wybrane publikacje
- Polonia szczecińska: 1890–1939 (współautor: Bogusław Drewniak), Wydawnictwo Poznańskie, Poznań 1961
- Polskie wychodźstwo sezonowe na Pomorzu Zachodnim w latach 1919–1939, Wydawnictwo Poznańskie, Poznań 1971
- Polacy w Berlinie: 1918–1945, Wydawnictwo Poznańskie, Poznań 1986
- Związek Polaków w Niemczech w latach 1922–1982 (współautorka pracy pod red. Jerzego Marczewskiego), Wydawnictwo „Polonia”, Warszawa 1987